# Historia de los judíos en Gibraltar
La historia de los judíos en Gibraltar se remonta a más de 650 años. Hubo períodos de persecución, pero la mayoría de los ciudadanos judíos de Gibraltar ha prosperado y constituye una de las mayores minorías religiosas en la ciudad, con importantes aportes a la cultura, a la defensa, y al gobierno de Gibraltar.
Significativamente, la comunidad judía de Gibraltar prácticamente nunca se ha enfrentado al antisemitismo durante su larga historia en la ciudad (con la excepción del período de dominio español). Durante la celebración del tercer centenario de Gibraltar, Lord Jonathan Sacks, Gran Rabino del Reino Unido y la Commonwealth, dijo "En los tiempos oscuros de la expulsión y la inquisición, Gibraltar encendió el faro de la tolerancia", y que la de Gibraltar "es probablemente la comunidad judía que más se ha integrado."

## Historia

### Historia hasta 1492
Los primeros registros de ciudadanos de religión judía en Gibraltar datan del año 1356, cuando la comunidad hizo un llamamiento solicitando el rescate de un grupo de judíos tomado como prisioneros por los piratas. Otros documentos indican que los judíos que huían de Córdoba buscaron refugio en Gibraltar en 1473. 
Los ciudadanos judíos fueron expulsados de toda la península ibérica en el marco de la Decreto de la Alhambra en 1492, con el propósito de poner fin a toda actividad judía, salvo en los casos de conversos o posibles criptojudíos. 

### Dominio británico

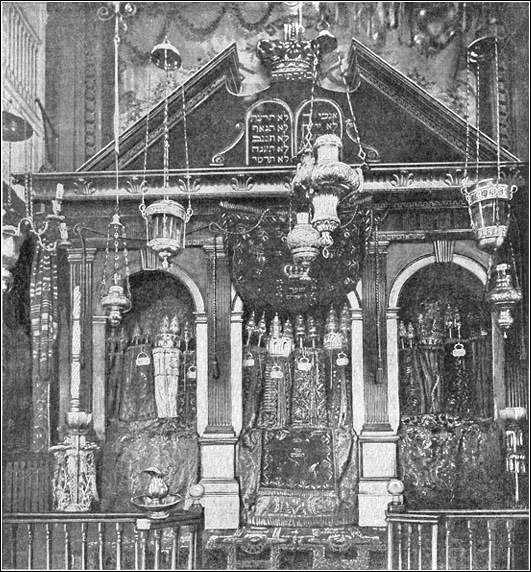
La arcada de una sinagoga de Gibraltar, conteniendo un gran número de Sefer Tora.

Tras el Tratado de Utrecht, firmado como armisticio entre Inglaterra y España el 13 de julio de 1713, Gibraltar pasó al dominio del Reino de Gran Bretaña, lo cual convirtió definitivamente la zona en una dependencia británica. En el Tratado los españoles añadieron la siguiente cláusula de restricción de judíos y moros de la ciudad: 

Su Majestad Británica, a instancia del Rey Católico consiente y conviene en que no se permita por motivo alguno que ni judíos ni moros habiten ni tengan domicilio en la dicha ciudad de Gibraltar.

Los británicos no respetaron este acuerdo. La admisión de judíos fue una de las infracciones contra el Tratado de Utrecht que los españoles también utilizaron (las otras fueron la admisión de moros, la extensión de las fortificaciones y el presunto contrabando desde Gibraltar) para considerar que los británicos habían abrogado el Tratado.
Los españoles reclamaron a los británicos y realizaron un fracasado asedio a la ciudad en 1727. En 1729 se firmó un acuerdo entre los británicos y el Sultán de Marruecos en virtud del cual fue permitida la residencia legal en Gibraltar de población judía sujetos al sultanato, con el fin de suministrar la guarnición británica.
Durante los diferentes asedios a la ciudad por parte de los españoles, la comunidad judía ayudó a defender el peñón de los españoles que intentaban recuperar Gibraltar.
A los judíos se les otorgó el derecho de afincamiento permanente en 1749, cuando Isaac Nieto, el primer rabino de la nueva comunidad, llegó a la colonia proveniente de Londres, estableciendo la congregación Shaar Hashamayim, la más antigua sinagoga en Gibraltar, también conocida como la Gran Sinagoga. Para esa fecha había 600 residentes judíos en Gibraltar, lo que constituía un tercio de la población civil. Otras tres sinagogas -las cuales continúan funcionando en Shabat y días de fiesta- fueron construidas por Nefutsot Yehuda y Ets Hayim en 1781, así como la Sinagoga Abudarham en 1820. La población judía siguió creciendo, alcanzando su punto máximo a mediados del siglo XIX.

## Siglo XX hasta la actualidad
La mayoría de los habitantes judíos fueron evacuados de Gibraltar al Reino Unido durante la Segunda Guerra Mundial, cuando Gibraltar fue utilizada como una base de operaciones de los Aliados. Algunos optaron por permanecer en el Reino Unido, pero la mayoría regresó, aunque con marcada disminución en algunas de sus prácticas religiosas. Esta tendencia se revirtió, en buena parte, por los esfuerzos del rabino Josef Pacifici el rabinato de Gibraltar y tomó el control de la educación judía en Gibraltar. Varios gibraltareños judíos han servido en importantes cargos en los diferentes gobiernos durante todo el siglo XX, especialmente Joshua Hassan, que se desempeñó como Jefe de Ministros de Gibraltar por dos términos separados antes de su muerte. El actual alcalde de Gibraltar, Solomon Levy, asumió el puesto el 1 de agosto de 2008. 
La ciudad mantiene cinco instituciones Kasher, una escuela primaria judía y dos escuelas secundarias judías. En 2004, en la celebración de los 300 años transcurridos desde la asunción británica, la congregación de la Gran Sinagoga (Shaar Hashamayim) entonó el himno "Dios salve a la Reina" en hebreo, siendo la primera vez que esto fue realizado oficialmente.

## Historial demográfico

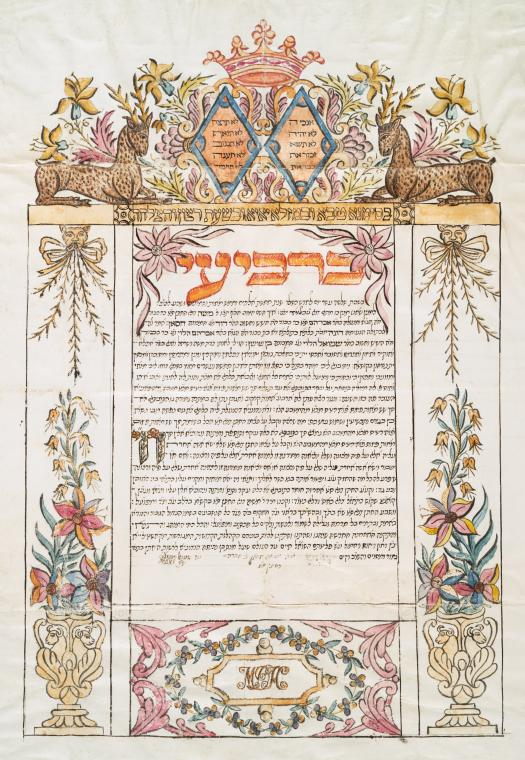
Ketubah de Gibraltar, 1826.

En 1753, cuando el primer censo fue realizado, la población judía de Gibraltar era de 575 habitantes, aumentando a 863 en 1777. Para 1787 este grupo poblacional descendió a 776. No hay disponibles cifras exactas para la mayor parte del siglo XIX, pero se sabe que en 1805 conformaban casi la mitad de la población civil de la ciudad y en 1878 la comunidad alcanzó su máximo volumen numérico con 1533 habitantes. En 2001 había 584 habitantes judíos (aproximadamente el 2% de la población total). Un gran número de los ciudadanos judíos de Gibraltar son sefardíes, pero hay una serie de residentes judíos de origen inglés. Los idiomas que se hablan en la comunidad incluyen el inglés, el ladino (hablado por la gran población sefardí), árabe (hablado por algunos de los ciudadanos descendientes de marroquíes) y español.

## Antisemitismo en Gibraltar
Los ciudadanos judíos de Gibraltar nunca se han enfrentado a ninguna clase de antisemitismo durante su estancia en la ciudad -con la excepción claro, del período de dominación española. Durante la celebración del tricentenario de Gibraltar, Jonathan Sacks, Rabino Jefe del Reino Unido y del Commonwealth, realizó la siguiente alusión, "En la oscuridad de los tiempos de la expulsión y la inquisición, Gibraltar encendió el faro de la tolerancia", y que Gibraltar "es probablemente la comunidad donde los judíos más se han integrado".

## Contribución de la cultura judía en Gibraltar
El llanito, lengua vernácula para la mayoría de los gibraltareños, tiene significativa influencia judía. Unas 500 palabras son de origen hebreo, y la lengua también tiene características de influencia de Haquetía, un judeoespañol hablado por los sefarditas, las comunidades del norte de Marruecos y los exclaves de Ceuta y Melilla. 
Durante los asedios de la ciudad por los españoles, en su intento por recuperarla y durante la Guerra Peninsular, los civiles judíos valientemente ayudaron a defender Gibraltar.